# Monclassico
Monclassico (IPA: /monˈklassiko/, Monclàsech in solandro) è una frazione di 527 abitanti del comune italiano di Dimaro Folgarida, in provincia di Trento. Fino al 1º gennaio 2016 fu comune autonomo, comprendente anche la frazione di Presson. Il comune faceva parte della Comunità della Valle di Sole e confinava con i comuni di Cles, Croviana, Dimaro e Malé. Al momento del suo scioglimento contava 910 abitanti.

## Geografia fisica
Il paese, situato a 782 m.s.l.m. e distante 62 km da Trento, è disteso sul conoide formato dal rio che scende dal Piz di Montes, e parte su pendio, in posizione aperta verso mezzogiorno, di fronte agli estremi contrafforti del Gruppo del Brenta. È l'ultima zona della Valle di Sole dove si eserciti con successo la frutticoltura, per la maggioranza mele. Discretamente sviluppati sono l'industria, il turismo, il commercio e la lavorazione del legname.

## Storia
Nei documenti Monclassico viene nominato per la prima volta nel 1178.
Don Cornelio Sicher, nato il 19 novembre 1900 a Coredo, fu parroco dal 1942 al 1970 a Monclassico e in seguito a Scanna, in Val di Non. Ai tempi della prima guerra mondiale, Sicher aveva legato con l'ammiraglio tedesco Wilhelm Canaris che durante il tempo del nazionalsocialismo fu il comandante dell'Abwehr, il servizio d'intelligence militare. Non essendo d'accordo su molteplici idee di Adolf Hitler, partecipò all'attentato a Hitler del 20 luglio 1944 e dato che questo fallì, venne giustiziato nel 1944. Durante un incontro con il prelato Sicher nel 1943, Canaris gli confidò di aver pronta una via di fuga per la Patagonia. Don Sicher invece morì il 23 marzo 1995.
Il 5 maggio 2003 è stato raggiunto dalla ferrovia Trento-Malé-Mezzana.
A seguito del referendum consultivo del 14 dicembre 2014 i comuni di Dimaro e Monclassico sono stati fusi nel nuovo comune di Dimaro Folgarida che è stato istituito il 1º gennaio 2016.

### Simboli
Lo stemma e il gonfalone del comune erano stati approvati con D.G.P. del 3 febbraio 1989 n. 1223.
Una versione precedente era stata concessa con DPR del 14 marzo 1962.

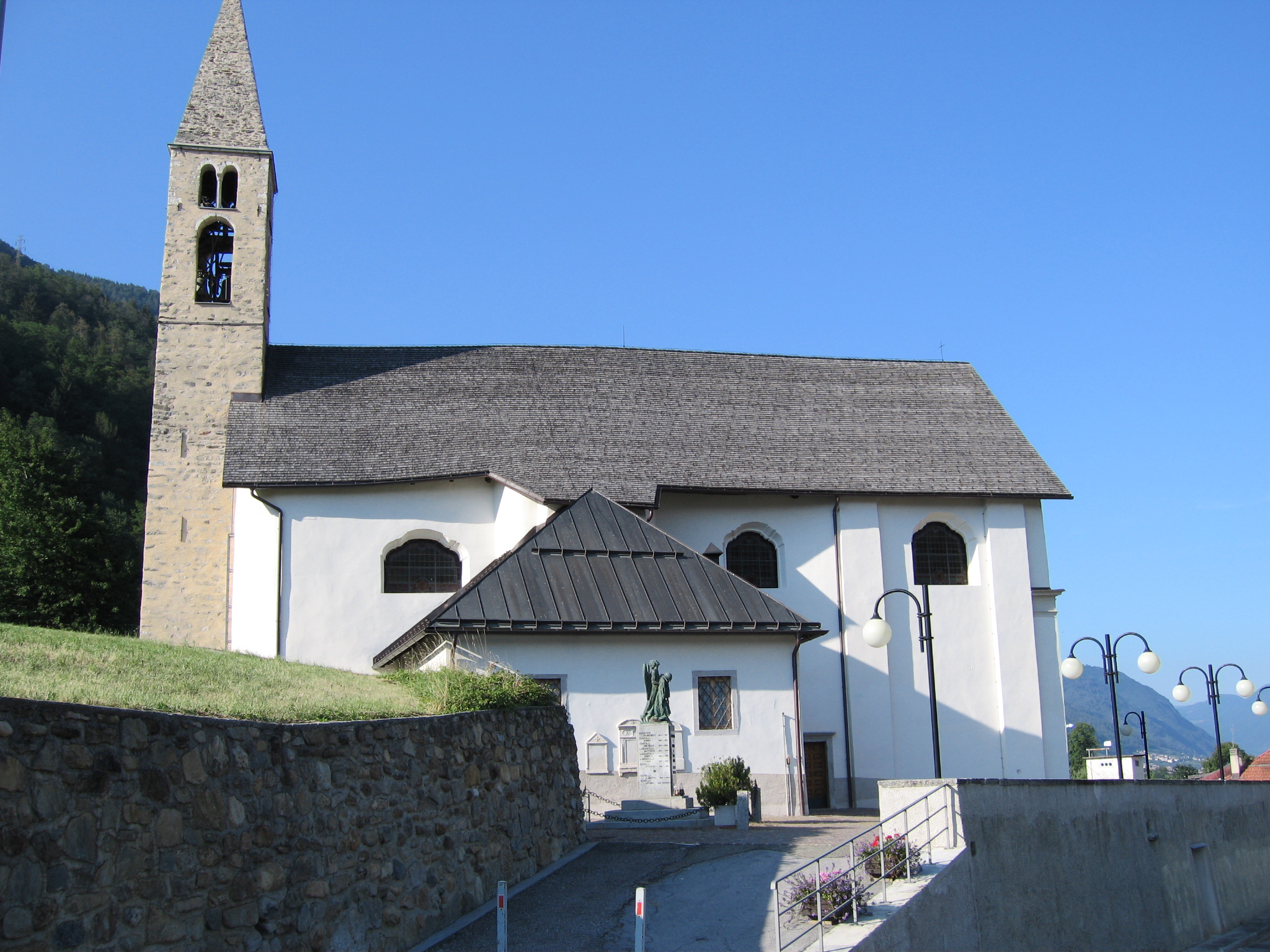
Chiesa della Madonna di Loreto

Stemma
Gonfalone

## Monumenti e luoghi d'interesse

### Architetture religiose
- Chiesa di San Vigilio

### Meridiane
Nell'abitato di Monclassico e Presson sono presenti sessanta meridiane, realizzate sulle facciate di edifici pubblici e privati grazie ad un progetto avviato dall'associazione "Le Meridiane" nel 2002 e concluso nel 2013. Ogni anno veniva scelto un tema diverso e nel mese di luglio venivano realizzate cinque nuove meridiane, coinvolgendo artisti di fama nazionale ed internazionale.

## Società

### Evoluzione demografica
Abitanti censiti

## Cultura

### Eventi
- Le "Meridiane" dal 19 al 26 luglio 2008 (Edizione 2008)[16]
- Festa patronale a Monclassico di San Vigilio il 26 giugno (si festeggia la Domenica più prossima)

## Infrastrutture e trasporti
Monclassico è attraversato dalla ferrovia Trento-Malé-Mezzana, inaugurata nel 1964 in sostituzione della preesistente tranvia, e serve il paese con la stazione di Monclassico.

## Amministrazione
| Periodo          | Periodo          | Primo cittadino     | Partito      | Carica                  | Note   |
| ---------------- | ---------------- | ------------------- | ------------ | ----------------------- | ------ |
| 16 maggio 1954   | 23 dicembre 1960 | Ettore Giaconi      | lista civica | Sindaco                 | [ 17 ] |
| 23 dicembre 1960 | 10 dicembre 1962 | Michele Mezzena     | lista civica | Sindaco                 | [ 18 ] |
| 10 dicembre 1962 | 15 maggio 1965   | Michele Mezzena     | lista civica | Sindaco                 | [ 18 ] |
| 15 maggio 1965   | 6 maggio 1966    | Luigi Boni "Ciocio" | lista civica | Sindaco                 | [ 18 ] |
| 27 luglio 1966   | 7 luglio 1969    | Danilo Gasperini    |              | Commissario prefettizio | [ 19 ] |
| 7 luglio 1969    | 17 aprile 1971   | Pia Borga Tomasi    | lista civica | Sindaco                 | [ 20 ] |
| 17 aprile 1971   | 15 luglio 1976   | Pia Borga Tomasi    | lista civica | Sindaco                 | [ 20 ] |
| 15 luglio 1976   | 28 giugno 1985   | Franco Biasi        |              | Sindaco                 | [ 21 ] |
| 28 giugno 1985   | 29 maggio 1990   | Franco Biasi        | DC           | Sindaco                 |        |
| 29 maggio 1990   | 5 giugno 1995    | Franco Biasi        | DC           | Sindaco                 |        |
| 5 giugno 1995    | 15 maggio 2000   | Franco Biasi        | lista civica | Sindaco                 | [ 22 ] |
| 15 maggio 2000   | 9 maggio 2005    | Carlo Ravelli       | lista civica | Sindaco                 | [ 19 ] |
| 9 maggio 2005    | 18 maggio 2010   | Carlo Ravelli       | lista civica | Sindaco                 |        |
| 18 maggio 2005   | 31 dicembre 2015 | Carlo Ravelli       | lista civica | Sindaco                 |        |